# Estrella Herbig Ae/Be
Las estrellas Herbig Ae/Be son estrellas jóvenes pertenecientes a los tipos espectrales A y B, que aún no han entrado en la secuencia principal. Están envueltas en nubes de gas y polvo y pueden estar rodeadas de un disco circunestelar. Tienen una masa comprendida entre 2 y 8 masas solares y aún se encuentran en la fase de formación estelar (contracción gravitatoria), aproximándose a la secuencia principal, pero sin que se haya iniciado la fusión de hidrógeno en su núcleo. Su nombre se debe al astrónomo George Herbig, que en 1960 distinguió a este tipo de estrellas del resto.

## Características
Los criterios para distinguir las estrellas Herbig Ae/Be son:
- Tipo espectral anterior a F0 (las estrellas de tipo F, G, K y M son estrellas T Tauri),
- Líneas de emisión Balmer en el espectro (similares a las estrellas T Tauri),
- Exceso de radiación en el infrarrojo en comparación con las estrellas normales debido a polvo circunestelar (para distinguirlas de las estrellas Be clásicas).

En ocasiones, las estrellas Herbig Ae/Be muestran cambios significativos en su brillo. Se piensa que se debe a la existencia de grumos (protoplanetas o planetesimales) en el disco circunestelar.
Objetos parecidos a las estrellas Herbig Ae/Be pero con masa menor (inferior a 2 masas solares) son las ya citadas estrellas T Tauri, que corresponden a estrellas de tipo espectral F, G, K y M que aún no han entrado en la secuencia principal. No se han observado objetos similares con masa superior a 8 masas solares, pues evolucionan muy rápidamente: cuando son visibles ya se produce la fusión del hidrógeno en el núcleo y son, por tanto, estrellas de la secuencia principal.
51 Ophiuchi, AB Aurigae, UX Orionis, V700 Monocerotis y V856 Scorpii son algunas de las estrellas de esta clase más conocidas.